# Ejido Chijolar
Ejido Chijolar är en ort i Mexiko.   Den ligger i kommunen Tuxpan och delstaten Veracruz, i den sydöstra delen av landet, 230 km nordost om huvudstaden Mexico City. Ejido Chijolar ligger 22 meter över havet och antalet invånare är 373.
Terrängen runt Ejido Chijolar är platt. Runt Ejido Chijolar är det ganska tätbefolkat, med 172 invånare per kvadratkilometer. Närmaste större samhälle är Tuxpan de Rodríguez Cano, 15,6 km nordost om Ejido Chijolar. Trakten runt Ejido Chijolar består till största delen av jordbruksmark.